# Euphrasia matsudae
Euphrasia matsudae är en snyltrotsväxtart som beskrevs av Yoshimatsu Yamamoto. Euphrasia matsudae ingår i släktet ögontröster, och familjen snyltrotsväxter. Inga underarter finns listade i Catalogue of Life.